# 折居彪二郎

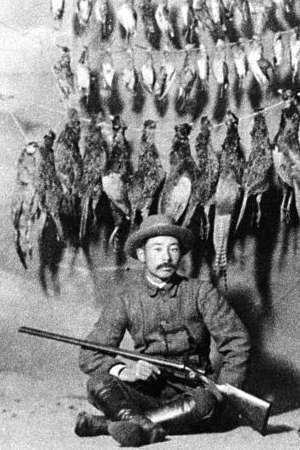
折居彪二郎

折居 彪二郎（おりい ひょうじろう、1883年7月15日 - 1970年4月27日）は、日本の鳥獣標本採集家。

## 人物
1883年7月15日、新潟県生まれ。1899年に函館へ、次いで1913年に苫小牧へ移り住んだ。1906年10月、大英博物館嘱託採集員マルコム・プレイフェア・アンダーソンの助手として、日本各地ならびに朝鮮中央部で標本用鳥獣の採集にあたり、以降、1936年まで、おもに山階芳麿など鳥類学者の依頼により、日本国内のみならず、当時の満州、樺太、千島、台湾、南洋諸島などで標本の採集に従事した。
山階芳麿は折居について、「射撃もうまく、標本作りも天才的にうまかった」と記している。折居が採集した標本は、6000種以上に及ぶとされ、鳥類10種、哺乳類7種の学名に「Orii（オリイ）」の名が冠されている。
1970年4月27日逝去。

### 献名された鳥獣類
- Pteromys volans orii Kuroda, 1960：エゾモモンガ(亜種名)
- Crocidura orii Kuroda, 1924：オリイジネズミ

## 著書
- 齋藤郁子; 嵩原建二『折居彪二郎資料「琉球及び大隅列島採集日誌(1921)」』沖縄大学地域研究所〈沖縄大学地域研究所地域研究叢書 1〉、2003年。 NCID BA71699326。

- 齋藤郁子; 嵩原建二『折居彪二郎資料「琉球採集日誌」1936年』沖縄大学地域研究所〈沖縄大学地域研究所地域研究叢書 3〉、2004年。 NCID BA7700372X。

- 折居彪二郎『鳥獣採集家 折居彪二郎採集日誌 鳥学・哺乳類学を支えた男』正富宏之; 加藤克監修、折居彪二郎研究会、2013年11月。ISBN 978-4-903640-45-7。